# Навчально-методичний комплекс «Інститут післядипломної освіти»
Навчально-методичний комплекс «Інститут післядипломної освіти» (НМК «ІПО») — це спеціалізований освітній підрозділ НТУУ «Київський політехнічний інститут», який забезпечує на його базі післядипломну освіту за всіма акредитованими напрямами та спеціальностями університету. Інститут післядипломної освіти розпочав свою діяльність 1 липня 2009 року.

## Склад
До складу НМК «ІПО» входять три інститути:
- Український інститут інформаційних технологій в освіті (УІІТО)
- Інститут перепідготовки та підвищення кваліфікації
- Інститут підприємництва CISCO НТУУ «КПІ»

та галузеві центри підвищення кваліфікації:
- Центр підвищення кваліфікації керівників і спеціалістів Міненерговугілля
- Навчально-науковий центр «Ощадливе виробництво»
- Навчально-науковий центр післядипломної телекомунікаційної освіти.

## Напрями діяльності
Інститут працює у трьох ключових напрямках:
- Наступна вища освіта
- Підвищення кваліфікації
- Впровадження інформаційно-комунікаційних технологій у навчальний процес.

Навчання на здобуття наступної вищої освіти триває 2-4 роки в залежності від обраної спеціальності та отриманої раніше вищої освіти. Випускники одержують диплом про вищу освіту державного зразка.
У напрямку підвищення кваліфікації інститут пропонує такі теми навчальних програм:
- Управління проектами
- Менеджмент та маркетинг
- Використання сучасних інформаційних технологій
- Педагогіка вищої школи
- Системи комп'ютерного моделювання та проектування
- Організація захисту інформації
- Сучасні напрями розвитку метрології, невизначеність вимірювання
- Технології друкованих видань
- Мовні курси тощо.

Слухачі, які успішно пройшли навчання за середньостроковими програмами підвищення кваліфікації (від 72 академічних годин), отримують свідоцтво про підвищення кваліфікації державного зразка. Слухачі короткострокових семінарів-тренінгів (до 72 академічних годин) по закінченні отримують сертифікат НМК «ІПО» НТУУ «КПІ».

## Інформаційно-комунікаційні технології в навчальному процесі
Залучення ІКТ у навчальний процес здійснює у складі НМК «ІПО» Український інститут інформаційних технологій в освіті (УІІТО). Слухачам програм наступної вищої освіти та підвищення кваліфікації, а також студентам університету різних форм навчання, надається доступ до Банку вебресурсів навчальних дисциплін НТУУ «КПІ», забезпечується дистанційне навчання (частково), комп'ютерне тестування та проведення вебінарів. Корпоративним замовникам пропонується розроблення системи дистанційного навчання для підвищення кваліфікації їхніх працівників.

## Керівництво
- Малюкова Інна Геннадіївна — директор НМК «Інститут післядипломної освіти», кандидат технічних наук, член Правління інституту ЮНЕСКО інформаційних технологій в освіті.